# Скорость корабля
Ход корабля — одна из важнейших тактико-технических характеристик, выражаемая расстоянием, проходимым кораблём за единицу времени. Скорость корабля измеряется в узлах (то есть морских милях в час), кабельтовых в минуту, километрах в час и т. д. Различают несколько видов скоростей корабля (в зависимости от режима работы главной энергетической установки (ГЭУ), условий плавания и способа счисления:
- Абсолютная скорость хода корабля — скорость, измеряемая расстоянием, проходимым кораблём в единицу времени относительно грунта (неподвижного объекта) по линии пути корабля.
- Безопасная скорость хода корабля — скорость, при следовании с которой может быть предпринято надлежащее и необходимое действие для предупреждения столкновения.
- Крейсерская скорость хода (для военных кораблей также боевой ход) — скорость, требующая минимального расхода топлива на пройденную милю при нормальном водоизмещении и работе корабельных и боевых технических средств в режиме, обеспечивающем полную техническую готовность главных механизмов к развитию полной боевой скорости.
- Генеральная скорость корабля измеряется расстоянием, проходимым кораблём в единицу времени по генеральному курсу.
- Допустимая скорость хода корабля — установленная максимальная скорость, ограничиваемая условиями выполняемой боевой задачи, обстановки или правилами плавания (при тралении, буксировке, на волнении или мелководье, в соответствии с правилами рейдовой службы или обязательным постановлением по порту)
- Наибольшая скорость корабля (или Самый полный ход) двигатель делает максимальное число оборотов, которое возможно и разрешено для данной двигательной установки.
- Самый малый ход — скорость, на которой корабль ещё может удерживаться на курсе (управляться с помощью руля).
- Относительная скорость корабля измеряется расстоянием, проходимым кораблём в единицу времени относительно воды.
- Полная боевая скорость корабля (или скорость полного хода) достигается при работе ГЭУ в режиме полной мощности (без форсажа) при одновременной работе всех боевых и технических средств корабля, обеспечивающих полную боевую готовность корабля.
- Экономическая скорость хода корабля (или технико-экономическая) — скорость, достигаемая при работе ГЭУ в экономическом режиме. При этом достигается задача наименьшего расхода топлива на пройденную милю с одновременным обеспечением установленной боевой готовности и бытовых нужд корабля.
- Эскадренная скорость (или назначенная) — скорость соединения или группы кораблей, устанавливаемая в каждом отдельном случае исходя из требований поставленной задачи, обстановки в районе перехода, навигационных и гидрометеорологических условий.
- Задний ход — движение вперед кормой.
- Передний ход — движение вперед носом.
- Полный ход — ход, при котором двигатель дает номинальное число оборотов при движении.
- Средний ход — ход с числом оборотов, равным 3/4 от полного хода.
- Малый ход — ход с числом оборотов, равным 1/2 числа оборотов при полном ходе.